# كرسول أنيق
كرسول أنيق (الاسم العلمي:Crassula elegans) هو نوع من النباتات يتبع جنس الكرسول من الفصيلة الكرسولية.